# Kościół i klasztor dominikanek w Studenicach
Kościół i klasztor dominikanek – zabytkowy kompleks klasztorny w słoweńskiej wsi Studenice. 

## Historia
W 1237 roku Zofija Rogaška założyła w Studenicach hospicjum. Główną rolę w budowie kompleksu miała siostra Zofii, Rikica Kunšperška, która wzniosła budynek szpitalny. Obiekt wybudowano w stylu romańskim, wielokrotnie go przebudowywano. W 1245 roku budynek hospicjum stał się własnością zakonu dominikanek i stał się obiektem klasztornym. W 1468 roku budowla poważnie ucierpiała podczas najazdów tureckich. W 1487 roku poświęcono odbudowany kościół klasztorny. W 1634 roku powstania chłopskie zdewastowały wyposażenie kompleksu. Zakon rozwiązał w 1782 cesarz rzymski Józef II Habsburg. W 1788 roku pożar zniszczył większość obiektu, po czym zburzono resztki południowego i wschodniego skrzydła klasztornego. Budynek ponownie spłonął podczas II wojny światowej, kiedy został podpalony przez partyzantów. W 1996 roku cały kompleks wpisano do rejestru zabytków. Obecnie jest własnością archidiecezji mariborskiej oraz siedzibą parafii, której filią jest okoliczny kościół św. Łucji. 

## Kościół klasztorny
Znajdujący się na terenie klasztoru kościół jest siedzibą miejscowej parafii. Wzniesiono go w stylu romańskim, obecnie posiada barokową wieżę.

### Wyposażenie
Jednym z najcenniejszych elementów wyposażenia świątyni jest ołtarz główny, wzniesiony przez rzeźbiarza Janeza Gregora Božiča w 1718 roku, w którym znajduje się obraz przedstawiający pokłon Trzech Króli. Lewy ołtarz zainstalowano w 1708 roku, od XIX wieku jest poświęcony św. Krzyżowi. Ołtarz prawy z 1723 roku pierwotnie był poświęcony Matce Bożej Miłosierdzia, po renowacji w 1897 roku – Matce Bożej z Lourdes. Ołtarz w kaplicy północnej jest poświęcony Matce Bożej z góry Karmel, dzieło mariborskiego rzeźbiarza Jožefa Holzingera z około 1770 roku. Ambona pochodzi z 1735 roku, organy z 1733.

## Galeria

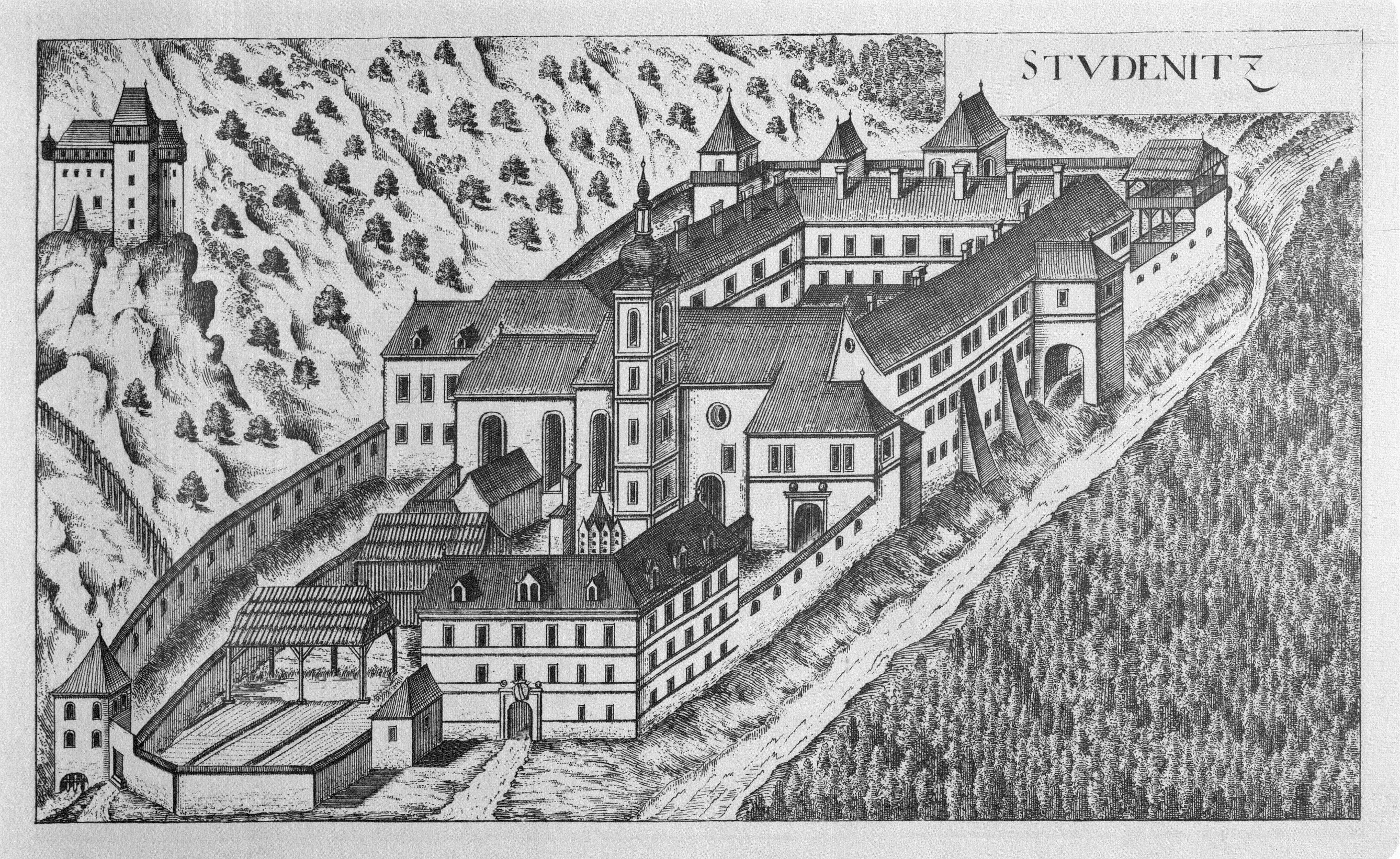
Klasztor w 1681
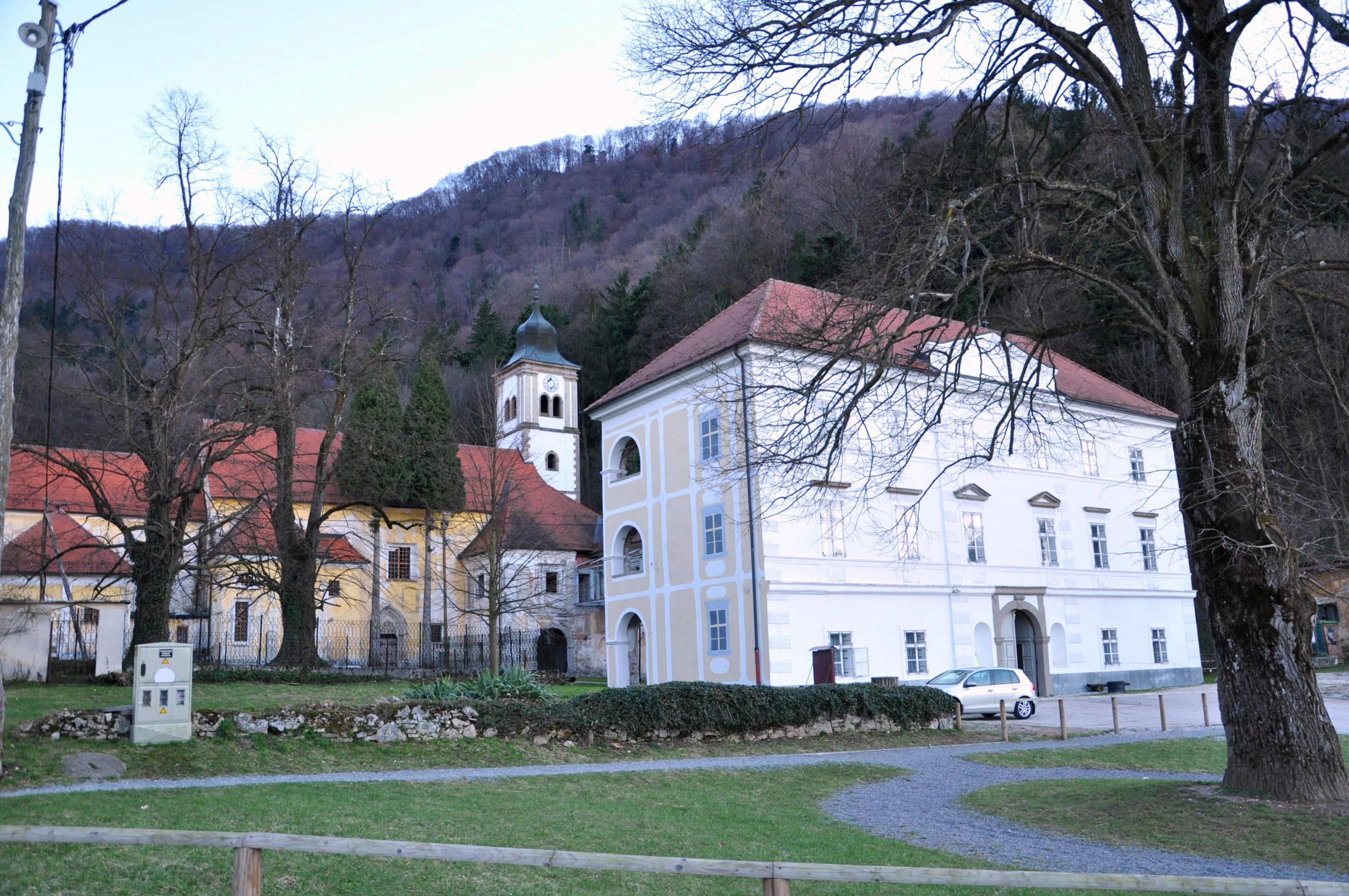
Widok z północy
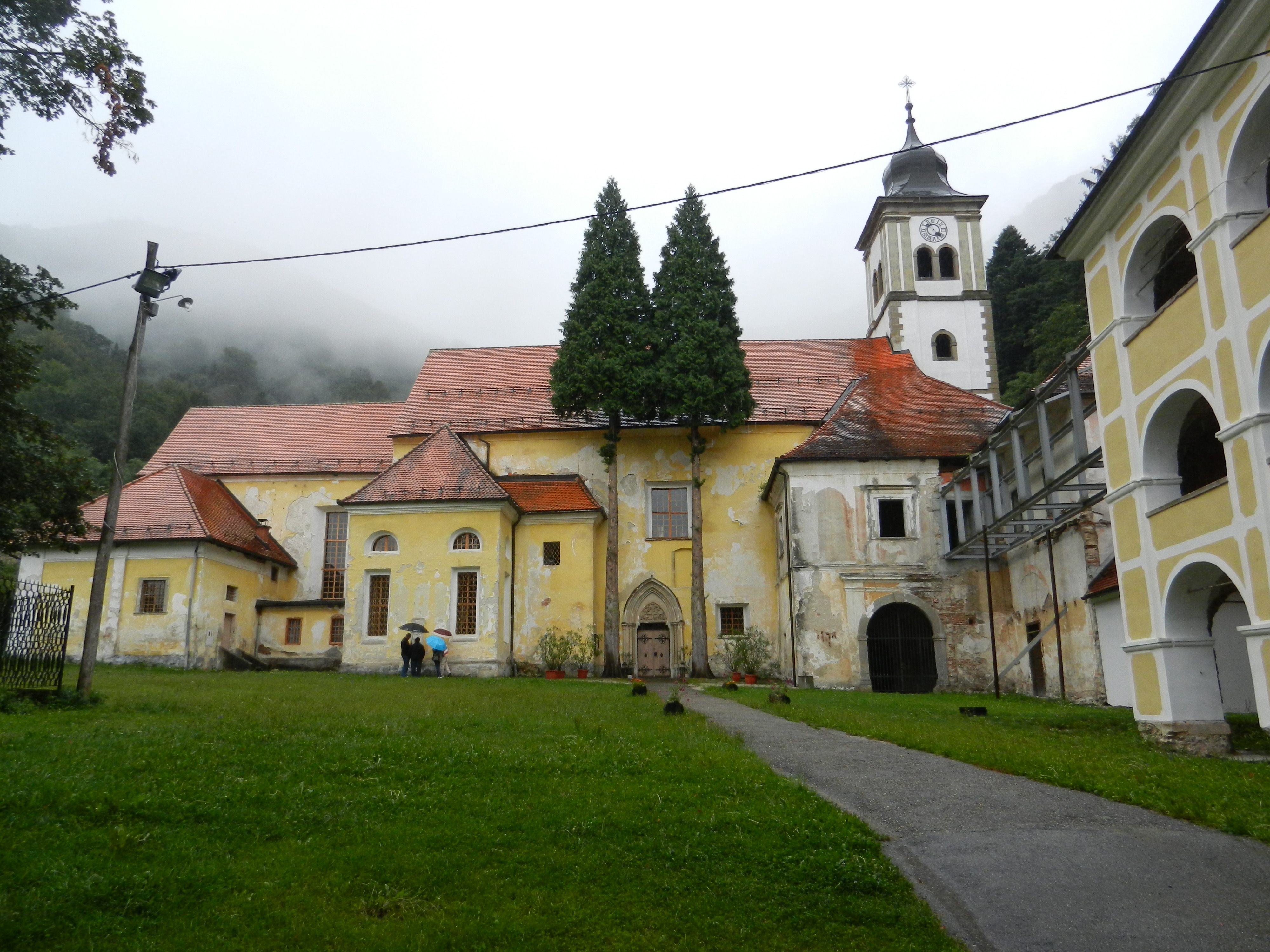
Dziedziniec i kościół
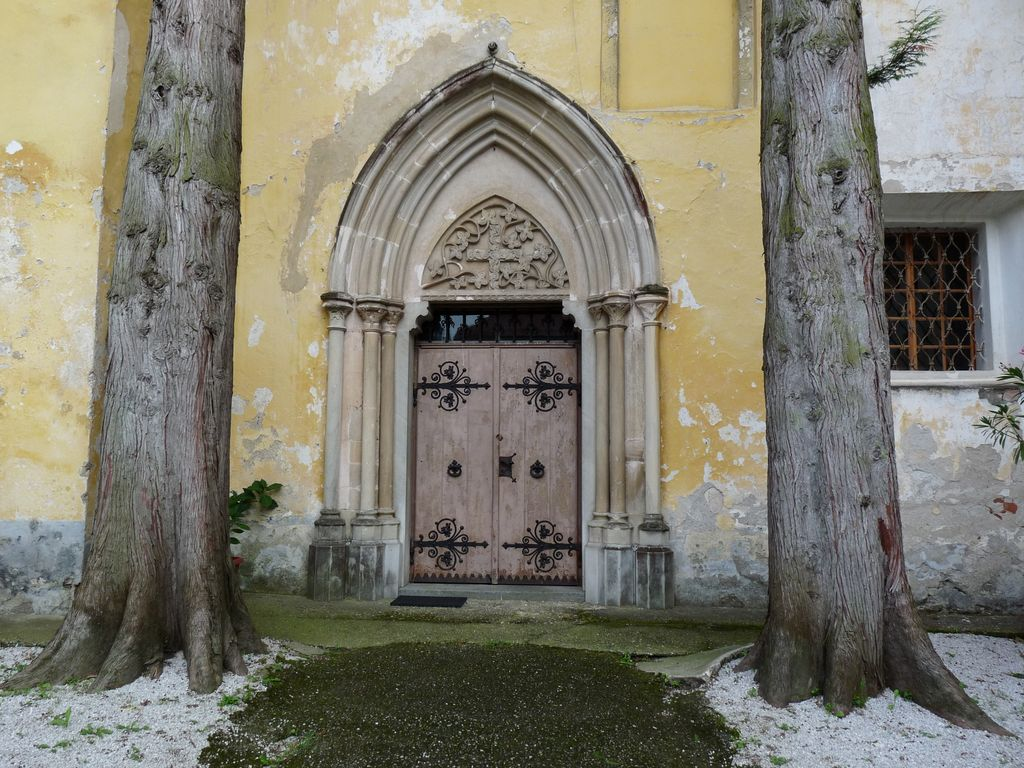
Wejście do świątyni
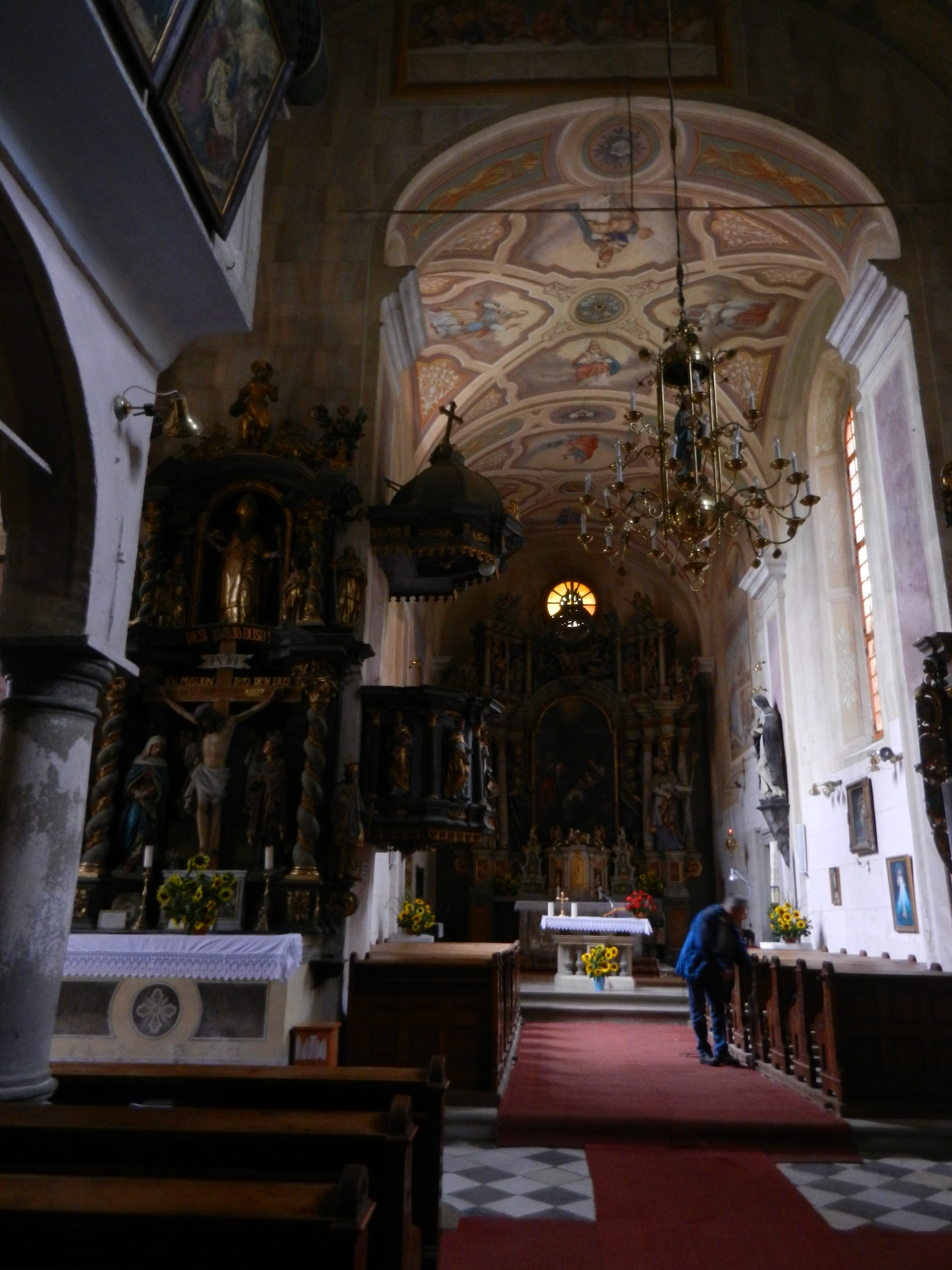
Wnętrze kościoła
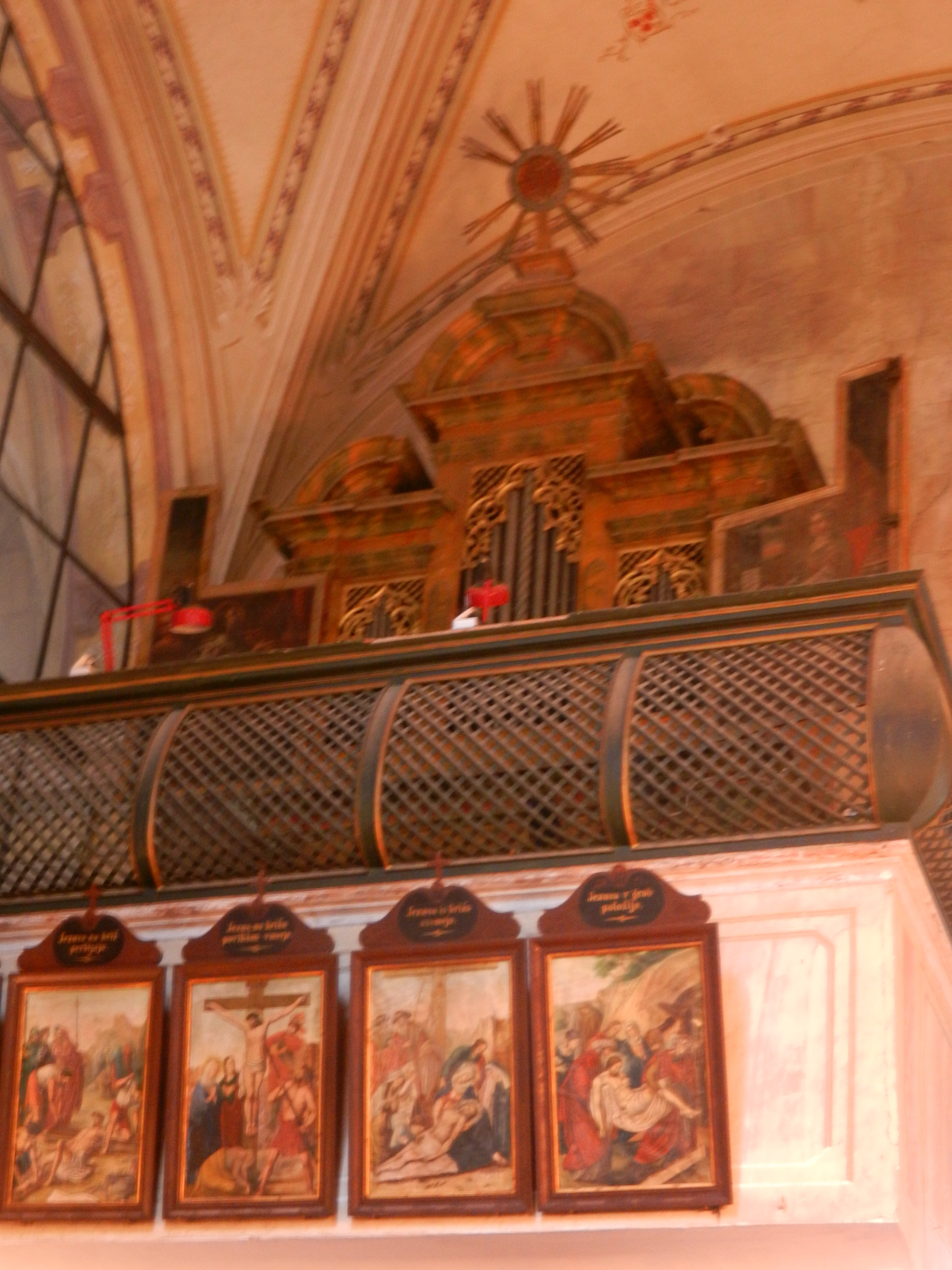
Organy